# Хотімля (Україна)
Хоті́мля — село в Україні, у Старосалтівській селищній громаді Чугуївського району Харківської області. Населення становить 1351 особу.

## Розташування
Село Хотімля лежить на лівому березі Печенізького водосховища (річка Сіверський Донець), на 2 км вище за течією від місця впадання у нього річок Хотімля і Хотомелька. Біля водосховища кілька будинків відпочинку, на протилежному березі великий лісовий масив урочище Хотімлянська Дача (дуб). До села примикає невеликий лісовий масив (сосна).
Відстань від міста Вовчанська становить 36 км.

## Походження назви
Хотімля (Хатомля, Хотомля) — від індоєвропейських Hat — «зерно» і mlo — «зернотертка, млин».

## Історія
Села засновано у 1720 році як козацька слобода на шляху з Білгорода до Ізюма.
До селянської реформи 1861 року Хотімля була державною слободою Вовчанського повіту.
За даними на 1864 рік у казенній слободі, центрі Хотімлянської волості Вовчанського повіту, мешкало 2344 особи (1156 чоловічої статі та 1188 — жіночої), налічувалось 350 дворових господарств, існувала станова квартира.
Слобода була центром Першого поліцейського стану Вовчанського повіту і тут знаходився становий пристав.
Під час повстання селян 1905 року було розгромлено поміщицькі володіння. Повстання було жорстоко придушене, 90 селян було заарештовано та ув'язнено, ватажків П. П. Рибаса, І. Д. Перевізнича, І. І. Прохоренка засуджено на каторжні роботи.
Станом на 1914 рік кількість мешканців зросла до 6000 осіб.

### За радянської влади
У червні 1917 році селяни захопили землі та луки поміщика Пасека та відмовились платити державні й земські податки. У 1918 році поблизу села діяв червоний партизанський загін, який воював проти німців. У 1919 році в селі створено партійний, а в 1921 — комсомольський осередки. У 1921 році в Хотімлі створено трудову школу.
У 1923 році в селі починається примусова колективізація, утворюється перша артіль «Неждана».
Село постраждало внаслідок геноциду українського народу (Голодомору 1932—1933), проведеного урядом СРСР в 1932—1933 роках, кількість встановлених жертв — 443 людей.

### Друга світова війна
Протягом жовтня 1941 — вересня 1943 Хотімля була зайнята німецькими військами. У районі села діяв партизанський загін, учасники якого разом з бійцями 300-ї дивізії вночі проти 26 грудня 1941 року напали на німецький штаб і вогневі точки, розташовані в Хотімлі та Новоданівці. Внаслідок нападу було знищено 260 німецьких вояків.
Уночі проти 31 грудня 1941 року бійцями партизанського загону та розвідниками Червоної армії були знищена група німців, що перебувала в приміщенні сільської школи.
В ході боїв за Хотімлю, село переходило з рук у руки 12 разів. Внаслідок боїв село було повністю зруйновано та відбудовано згодом в повоєнний час.
За бойові заслуги 270 жителів села були нагороджені орденами та медалями Радянського Союзу. Льотчиці Євдокія Пасько та одному з керівників харківського партійного підпілля О. М. Щербаку (посмертно) присвоєно звання Героїв Радянського Союзу.

### Незалежна Україна
12 червня 2020 року, відповідно до розпорядження Кабінету Міністрів України № 725-р «Про визначення адміністративних центрів та затвердження територій територіальних громад Харківської області», село увійшло до складу  Старосалтівської селищної громади.
19 липня 2020 року в результаті адміністративно-територіальної реформи та ліквідації Вовчанського району увійшло до Чугуївського району.
30 листопада 2023 року начальник Старосалтівської селищної військової адміністрації Антон Палєй підписав розпорядження про перейменування вулиць  села: вулицю 9 Травня на вулицю Дубова, вулицю Єсеніна на вулицю Поетична, вулицю Гагаріна на вулицю Світла, вулицю Галана на вулицю Вишнева, вулицю Маяковського на вулицю Квітнева, вулицю Першотравнева на вулицю Травнева, провулок Першотравневий на провулок Травневий.

## Економіка
- Молочнотоварна ферма (належить Ковалю), машинно-тракторні майстерні.
- Тепличне господарство.
- «Шанс», фермерське господарство, ПП.
- «Агростих», фермерське господарство, ПП.
- База відпочинку ім. Соїча.

## Об'єкти соціальної сфери
- Школа.
- Хотімлянська амбулаторія сімейної медицини.

## Пам'ятки
- Ландшафтний заказник місцевого значення «Новодонівський». Площа 197,0 га. Розміщується біля села Хотімля, Старосалтівського лісництва, урочища Новодонівське, акваторії Печенізького водосховища. На боровій терасі лівого берега Печенізького водосховища ростуть соснові ліси з сосни звичайної. У пониззі зустрічаються болотні угруповання, в акваторії Печенізького водосховища — угруповання вищих водних рослин, на берегах — прибережно-водні і лугові угруповання. Тут відзначені місця зростання рідкісних для рослинного покриву України формацій кушира підводного і рідкісні для Харківщини асоціації соснового лісу кладонієвського, формації лепехи звичайної, водяної Сосонки звичайної, осоково-сфагнові асоціації. Своєрідний ґрунтово-гідрологічний режим зумовив збереження унікальної для регіону бореальної флори. Тут ростуть папороті — щитник гребенистий, щитник шартрський, безщитник жіночий, теліптерис болотний, а також плаун булавовидний, калина звичайна, грушанка круглолистна, занесені в Червоні списки Харківщини. Тут відзначено єдине на Харківщині місце зростання чорниці.[12]
- Хотімлянська затока — на лівому березі водосховища біля села Хотімля і система мілководь і островів на правому березі — цінне нерестовище промислових риб, місце нагулу їх молодняка.[13]

## Відомі люди
- Доктор філологічних наук Муромцева Ольга Георгіївна — уродженка села Хотімля.
- Доктор біологічних наук, професор Покозій Йосип Трохимович - уродженець села Хотімля.